# 조시 그렐
조시 그렐(영어: Josh Grelle)는 미국의 성우이다. 일본 애니메이션 《바보와 시험과 소환수》의 주인공 아키히사 역, 《알바 뛰는 마왕님!》의 마오 사다오 역, 《IS (인피니트 스트라토스)》의 오리무라 이치카 역, 《진격의 거인》의 아르민 역이 대표작이다.

## 성우 출연작 목록

### 일본 애니메이션
- 강철의 라인배럴 - 하야세 고이치
- 단간론파 - 토가미 뱌쿠야
- 데이트 어 라이브 - 이츠카 시도
- 바보와 시험과 소환수 - 요시이 아키히사
- 소울 이터 - 옥스 포드
- 알바 뛰는 마왕님! - 마오 사다오 / 마왕 사탄
- 암살교실 - 아라키 뎃페이
- 어떤 과학의 초전자포 - 가이타비 하츠야
- 작안의 샤나 - 사카이 유지
- 진격의 거인 - 아르민 아를레르트, 내레이션
- 크게 휘두르며 - 하타케 아츠시
- Another - 가자미 도모히코
- IS (인피니트 스트라토스) - 오리무라 이치카